# Thunderbirds (film)
Thunderbirds is een Amerikaans-Britse sciencefictionfilm van Universal Pictures uit 2004, gebaseerd op de televisieserie Thunderbirds uit de jaren 60 van de 20e eeuw. Daarmee is dit de derde film gebaseerd op de serie, maar het is wel de eerste live-actionfilm gebaseerd op de serie. De film werd geregisseerd door Jonathan Frakes. De film was geen groot succes.
In Nederland verscheen de film zowel in de Engelstalige versie als een in het Nederlands nagesynchroniseerde versie.

## Verhaal
Het is het jaar 2010. Vanaf hun eiland in de Stille Zuidzee vormen oud-astronaut Jeff Tracy en zijn vier oudste zonen (Scott, Virgil, John en Gordon) de geheime organisatie International Rescue, een organisatie die met high-techapparatuur overal ter wereld rampen bestrijdt en mensen redt. Alleen Alan Tracy, Jeffs jongste zoon, is nog geen lid van het team daar hij nog op een kostschool zit. Ze worden bijgestaan door Lady Penelope, een adellijke dame die in werkelijkheid een geheim agente is voor de organisatie, en haar butler Parker, wiens “rumoerige verleden” vaak van pas komt. De machines zijn ontworpen door een genie die enkel bekend is onder de naam Brains.
Alan wil dolgraag bij het team, maar zijn broers en vader vinden dat hij er nog niet klaar voor is. Alan is goede vrienden met Fermat, Brains’ zoon, en Tin-Tin, de dochter van Jeffs assistent Kyrano.
Tijdens een reddingsmissie bij een boorplatform wordt Thunderbird 1 onopgemerkt beschoten met een substantie die dient als radar. Dit is afkomst van een onderzeeër van een man die enkel bekend is als “The Hood”. Hood is de broer van Kyrano, en heeft een persoonlijke vete tegen de Thunderbirds. Tijdens een van hun eerste reddingsmissies was Jeff niet in staat Hood te redden. Hood plant nu om de Thunderbird-machines te veroveren en daarmee de grootste banken ter wereld te beroven.
Om vrij spel te hebben beschiet Hood het ruimtestation Thunderbird 5, bemand door John, met een raket. Wanneer Jeff, Scott, Virgil en Gordon met Thunderbird 3 te hulp schieten, dringt Hood met zijn twee handlangers het huis van de Tracy’s binnen en schakelt alle controlesystemen van Thunderbird 5 uit, waardoor het gehele Thunderbird-team vast komt te zitten in een kapotte Thunderbird 5.
Alan, Tintin en Fermat hebben alles gezien en horen zijn plan. Fermat saboteert Thunderbird 2 om Hood bezig te houden, en ze roepen Lady Penelope en Parker te hulp. Het drietal wordt echter gevangen door Hoods handlangers. Wanneer Lady Penelope en Parker arriveren, schakelt Hood hen uit met zijn mentale krachten. Alle gevangenen worden opgesloten in een koelcel, terwijl Hood en zijn handlangers naar Londen vertrekken voor hun eerste bankroof.
Na te ontsnappen uit de koelcel schakelen Alan en Brains de controlesystemen van Thunderbird 5 weer in. Daarna reizen Fermat, Tintin, Alan en Lady Penelope met Thunderbird 1 naar Londen.
De Hood en zijn handlangers arriveren in Londen. Met de graafmachine van International Rescue, de Mole, graven ze een tunnel naar de bank. Hierbij beschadigen ze ook de pilaren van een monorail, waardoor een cabine vol mensen in de Theems valt. Thunderbird 1 arriveert, en Alan, Fermat en Tintin stelen Thunderbird 2 terug. Met een gecombineerde reddingsactie van Alan in Thunderbird 4 en Fermat en Tintin in Thunderbird 2 weten ze de monorail te redden. Jeff, Scott, Virgil, Gordon en John arriveren met Thunderbird 3, net op tijd om de succesvolle reddingsactie van Alan, Fermat en Tintin te zien.
Jeff en Alan haasten zich naar de bank waar Hood en zijn helpers al zijn binnengedrongen. Lady Penelope is Hood al achterna gegaan, maar door hem gevangen. Jeff gaat het al niet veel beter af. Hood veegt de vloer aan met Alan via zijn mentale krachten, totdat Tintin tussenbeide komt en toont dat ze dezelfde mentale krachten heeft (Hood is immers haar oom). Hood en zijn helpers worden uitgeleverd aan de politie.
Terug op Tracy Island worden Alan, Tintin en Fermat officieel gehuldigd als leden van International Rescue. Veel tijd om te feesten is er niet, aangezien de volgende noodoproep alweer binnenkomt. Dit keer mag Alan ook mee op een reddingsmissie.

## Rolverdeling
| Acteur            | Personage                    |
| ----------------- | ---------------------------- |
| Brady Corbet      | Alan Tracy                   |
| Soren Fulton      | Fermat Hackenbacker          |
| Vanessa Hudgens   | Tin-Tin Belagant             |
| Bill Paxton       | Jeff Tracy                   |
| Philip Winchester | Scott Tracy                  |
| Dominic Colenso   | Virgil Tracy                 |
| Ben Torgersen     | Gordon Tracy                 |
| Lex Shrapnel      | John Tracy                   |
| Anthony Edwards   | Dr. 'Brains' Hackenbacker    |
| Sophia Myles      | Lady Penelope Creighton-Ward |
| Ron Cook          | Parker                       |
| Ben Kingsley      | The Hood / Trangh Belagant   |
| Deobia Oparei     | Mullion                      |
| Rose Keegan       | Transom                      |
| Genie Francis     | TV Reporter Lisa Lowe        |
| Bhasker Patel     | Kyrano Belagant              |
| Harvey Virdi      | Onaha Belagant               |

## Achtergrond

### Reacties
De film is in feite een sciencefictionfilm gericht op een jong publiek, maar bevat ook een hoop grappen en referenties naar de originele televisieserie voor de oudere fans.
In augustus 2004 had de film wereldwijd slechts $21 miljoen opgebracht, veel minder dan de productie had gekost. De lage opbrengst was vooral te wijten aan de gemengde reacties waarmee de film werd ontvangen. Vooral fans van de oude serie waren behoorlijk negatief over de film. Een veel gehoord argument was dat de filmmakers alle concepten van de originele serie hadden weggelaten, en vervangen door een Spy Kidsachtige benadering. Al voordat de film uitkwam waren op internet veel negatieve berichten over de film te vinden.
Een van de weinige zaken van de film die wel positieve reacties kreeg (naast de special effects) was de manier waarop Sophia Myles Lady Penelope speelde. Zij kwam volgens de critici het meest overeen met haar tegenhanger uit de televisieserie.

### Verschillen met de serie

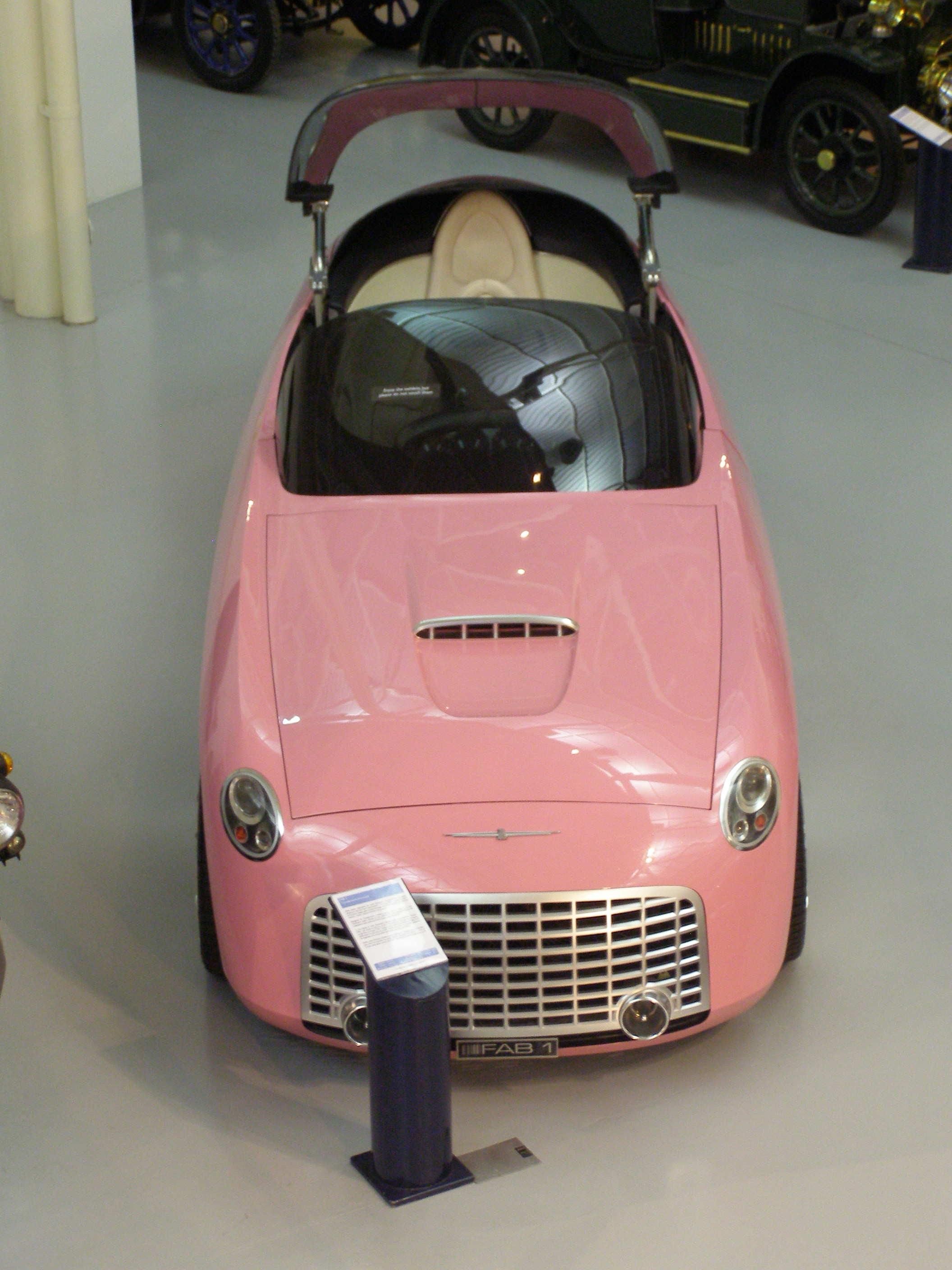
De FAB 1 uit de film

Het feit dat de film op een aantal punten verschilde van de serie was waarschijnlijk omdat Gerry Anderson niet was betrokken bij de productie. Het duidelijkste verschil is de restyling die alle Thunderbirdmachines hebben ondergaan. De meeste zien er nu gestroomlijnder en moderner uit. Ook Tracy Eiland heeft een verandering ondergaan.
Lady Penelopes auto FAB-1, die in de serie een Rolls-Royce is, is in de film vervangen door een Ford. Dit omdat Rolls-Royce niet mee wilde werken aan de film. De verandering viel echter slecht bij fans van de serie.
De plot van de film is ook duidelijk anders dan die van de serie. Het eiland ziet er heel anders uit. De bibliotheek is anders en de personages moeten nu via een buis naar de silo's in plaats door bijvoorbeeld een luik in de muur of via een bank. In de serie zijn Alan en Tin-Tin een stuk ouder en is Alan al direct vanaf aflevering 1 een vast lid van International Rescue. Fermat Hackenbacker komt in de serie zelfs helemaal niet voor. In de serie vliegt Jeff Tracy nooit zelf met de Thunderbird-machines. De enige keer dat hij in een gevarenzone aanwezig was, was in de aflevering Brink of Disaster, en dat was enkel omdat hij toen zelf een van de slachtoffers was.
De film speelt zich af in 2010, terwijl de serie zich later afspeelde (bronnen variëren van 2026 tot 2065). The Hood heeft in de film een persoonlijke vete tegen de Thunderbirds omdat ze hem achterlieten gedurende een van hun eerste missies. In de serie was hij al voor International Rescues eerste missie op de hoogte van hun bestaan dankzij zijn halfbroer Kyrano.

### Geschiedenis
Chronologisch gezien was deze film de derde film gebaseerd op de originele televisieserie. De vorige twee waren Thunderbirds Are Go uit 1966 en Thunderbird 6 uit 1968. De vorige twee films gebruikten echter net als de serie Gerry Andersons Supermarionation, en sloten direct aan op de serie. Gerry Anderson was niet betrokken bij het maken van deze film, aangezien de filmrechten op de Thunderbirds in handen waren van zijn ex-vrouw Sylvia.
De vorige twee Thunderbird-films werden in 2004 op dvd uitgebracht om tegelijk te verschijnen met de nieuwe film.

## Trivia
- Speciaal voor de film schreef de Britse band Busted het nummer Thunderbirds. Dit nummer is aan het einde van de film tijdens de aftiteling te horen. De videoclip staat op de dvd van de film.